# Carduus leptocephalus
Carduus leptocephalus là một loài thực vật có hoa trong họ Cúc. Loài này được Peterm. mô tả khoa học đầu tiên năm 1847.